# André Erkau

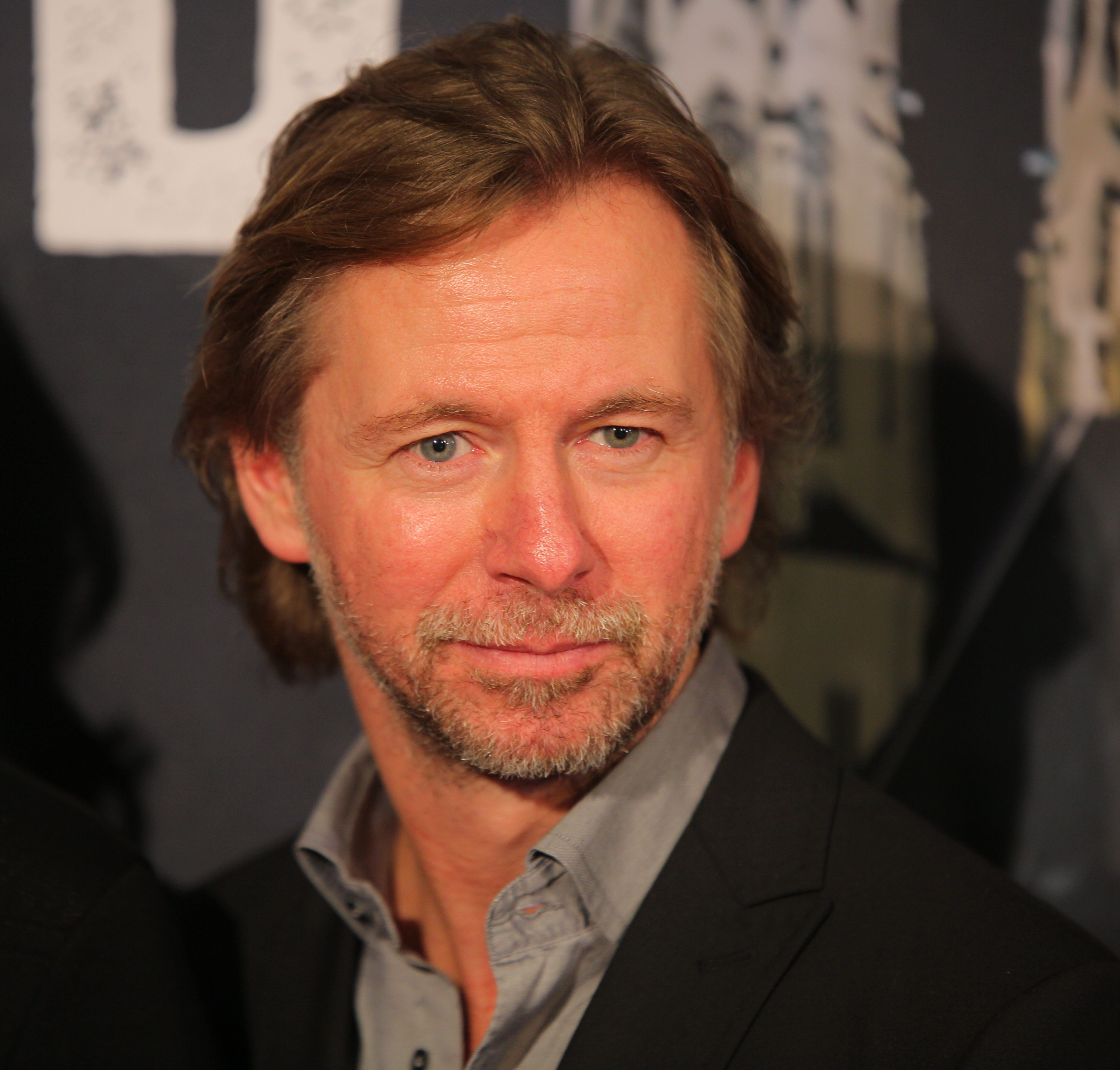
André Erkau (2016)

André Erkau (* 17. August 1968 in Dortmund) ist ein deutscher Regisseur und Drehbuchautor.

## Leben und Wirken
André Erkau wuchs in Bremen auf. Nach einer Schauspielausbildung in Hamburg, arbeitete er zunächst am Theater und drehte unter anderem für einige Fernseh- und Kinofilmproduktionen, bevor er von 2001 bis 2005 an der Kunsthochschule für Medien in Köln das Regiehandwerk erlernte. 2005 schloss André Erkau sein Studium mit Auszeichnung ab. Sein mit dem Filmprädikat Besonders Wertvoll von der Filmbewertungsstelle versehener Abschlussfilm 37 ohne Zwiebeln wurde mit weit über zwanzig Preisen zu einem der erfolgreichsten deutschen Kurzfilme des Jahres 2006. Für sein Kinodebüt Selbstgespräche erhielt André Erkau 2008 den Max-Ophüls-Filmpreis und ebenfalls das Filmprädikat Besonders Wertvoll von der Filmbewertungsstelle.

## Filmografie (Auswahl)
- 1993: Nicht von schlechten Eltern (Fernsehserie, Schauspieler)
- 2001: fabrixx (Fernsehserie, Schauspieler)
- 2003: Verkauftes Land (Fernsehfilm, Schauspieler)
- 2006: 37 ohne Zwiebeln (Kurzfilm, Regie, Drehbuch und Produktion)
- 2008: Selbstgespräche (Regie und Drehbuch)
- 2011: Arschkalt (Regie)
- 2012: Das Leben ist nichts für Feiglinge (Regie)
- 2014: Tatort: Wahre Liebe
- 2015: Winnetous Sohn
- 2015: Tatort: Schwanensee
- 2016: Wolfsland – Ewig Dein
- 2017: Happy Burnout
- 2018: Liebe auf den ersten Trick
- 2019: Auf einmal war es Liebe
- 2020: Gott, du kannst ein Arsch sein!
- 2023: Mord oder Watt? – Ebbe im Herzen
- 2024: Mord oder Watt? – Für immer Matjes

## Auszeichnungen (Auswahl)
- 2006: Studio Hamburg Nachwuchspreis in der Kategorie Bestes Drehbuch für 37 ohne Zwiebeln
- 2006: Kurzfilm- und Interfilmpreis auf dem Filmfestival Max Ophüls Preis für 37 ohne Zwiebeln
- 2006: Publikumspreis auf dem Internationalen Kurzfilm-Festival Hamburg für 37 ohne Zwiebeln
- 2006: Beste Regie Deutscher Film – ProSieben-Nachwuchspreis auf dem Internationalen Festival der Filmhochschulen München für 37 ohne Zwiebeln
- 2008: Max Ophüls Preis in der Kategorie Bester Film für Selbstgespräche